# José Alberto Pina
José Alberto Pina Picazo (Cartagena, 1984) es un compositor, director y músico español.

## Biografía
José Alberto Pina es compositor y director especializado en banda sinfónica. 
Su formación musical se ha centrado en la composición, dirección de orquesta y percusión. 
Estudia Percusión en el Conservatorio Profesional de Cartagena y Dirección de Orquesta en el Conservatorio Superior de Música de Murcia. Además, recibe clases de perfeccionamiento con directores de la talla de Sir Colin Davis (London Symphony Orchestra), John Phillips (King’s College London), José Rafael Pascual-Vilaplana, Enrique García Asensio, Jerzy Salwarosky, Jan Cober, Paolo Bellomia (Université de Montréal), Frank de Vuyst, Thomas Verrier, Manuel Hernández Silva, Lutz Köhler (Universität der Künste, UDK, Berlín), en otros.
En el campo de la dirección obtiene algunos reconocimientos como en Primer Premio en el Concurso de Dirección de Orquesta “Ciudad de San Vicente del Raspeig” y, también, el Primer Premio del I Concurso Nacional de Dirección de Banda “Ciudad de Puertollano”.
Ha dirigido numerosas formaciones, entre ellas destacan la Banda Municipal de Santiago de Compostela, Banda Municipal de Palma de Mallorca, Gran Canaria Wind Orchestra, Noord Nederlands Jeugd Orkest, Sociedade de Instruçao e Recreio de Paços da Serra Portugal, Orquestra de Sopros de la Escola Profissonal de Música de Viana do Castelo, Academia d’Artes de Cinfães, Orchestre d’Harmonie Mines de Potasse d’Alsace, Sinfonisches Blasorchester Freiburg, Kh Sint Lucia Engsbergen, Musikverein Stadtkapelle Bretten e.V., Südbaden Winds, Pihalni Orkester Krško, Complesso Strumentale a fiati Amilcare Ponchielli, Sinfonisches Blasorchester Breisgau, Bläserphilharmonie Thum o la Harmonie de la Suisse Romande.
En el campo de la composición desarrolla su formación como autodidacta.
Su actividad profesional se ha centrado en la editorial holandesa Molenaar Edition durante 12 años. En la actualidad publica sus composiciones bajo su propio sello editorial José Alberto Pina Music.
Algunos galardones obtenidos en el campo de la composición han sido el Primer Premio en el concurso de composición para banda de La Font de la Figuera y, también en el II Concurso Iberoamericano de Composición para Banda “Vila de Ortigueira” con la obra ``El Triángulo de las Bermudas´´. Su obra ``The Island of Light´´ fue nominada en los Hollywood Music in Media Awards en noviembre del 2013.
Además de desarrollar su labor profesional en el campo de la dirección y composición, ha participado como jurado en diversos concursos, ha realizado charlas y MasterClass en España y otros países como Holanda, Bélgica, Luxemburgo, Alemania, Reino Unido, Suiza, Eslovenia, Polonia, Brasil, China, Japón, Argentina, Italia y Portugal.

## Composiciones

### Obras para banda sinfónica
- A mi banda (2003).
- Himne a la festa (2006). Himne a la Festa de Moros i Cristians i Contrabandistes de La Font de la Figuera. Primer Premio Composición Cofraria i junta de festers de Santa Barbara.
- Sendes (2007).
- Gangster’s Scenes (2008).
- El Reolín (2008).
- Crucifixus (2008).
- The Bermuda Triangle (2009). Premiado en el II Concurso Iberoamericano de Composición para Banda “Vila de     Ortigueira”
- Sendes, selección (2009), adaptación de la versión original.
- Es Vedrà (2010), encargo de la Banda Municipal de Sant Josep de sa Talaia, Ibiza.
- The Legend of Maracaibo (2011). También existe una versión para Fanfare Band y orquesta de cámara.
- The Bermuda Triangle (2013). Encargo de la Banda de Música de Calahorra (La Rioja, Spain) para participar en el WMC (World Music Contest) de Kerkrade, Holanda.
- The Island of Light (2013), encargo de la Banda de Música de Ferrerías, Menorca.
- Mejor pídelo tú (2014). BSO del corto Mejor pídelo tú. Versión para banda.
- The Ghost Ship (2017), encargo de la Gran Canaria Wind Orchestra.
- Pompeii (2019), encargo de la Musikverein Stadtkapelle Bretten, Alemania.
- Dunkirk (2020), encargo de la Orchestre Semper Fidelis, Dunkerque, Francia para conmemorar el 80 aniversario de la 'Operación Dinamo'.
- Sajelbon (2021), encargo de la Banda Municipal de Música de Noblejas, Toledo.
- Steel Overture (2022). Encargo de la Tata Steel Orchestra, Holanda (Tata Steel in Europe) en ocasión de su 80 aniversario.
- Excalibur (2023). Encargo de la Sociedade Filarmónica de Lalim, Lamego, Portugal.
- The Ambitious Plan (2023). Encargo de Noord Nederlands Jeugd Orkest, Holanda.
- The Scary Mountains (2024). Encargo de Koninklijke Harmonie St. Lucia Engsbergen, Bélgica en ocasión de su 125 aniversario.

### Obras para orquesta sinfónica
- Impresiones (2004).
- La magia de la música (2005). BSO del documental publicitario
- Crucifixus (2008). Versión para orquesta sinfónica.
- Gangster’s Scenes (2008). Versión para orquesta sinfónica.
- The Bermuda Triangle (2009). Versión para orquesta sinfónica.
- The Legend of Maracaibo (2011). Versión para orquesta sinfónica.
- Mejor pídelo tú (2014). BSO del corto Mejor pídelo tú.
- The Ghost Ship (2017). Versión para orquesta sinfónica.